# Franz Kerker

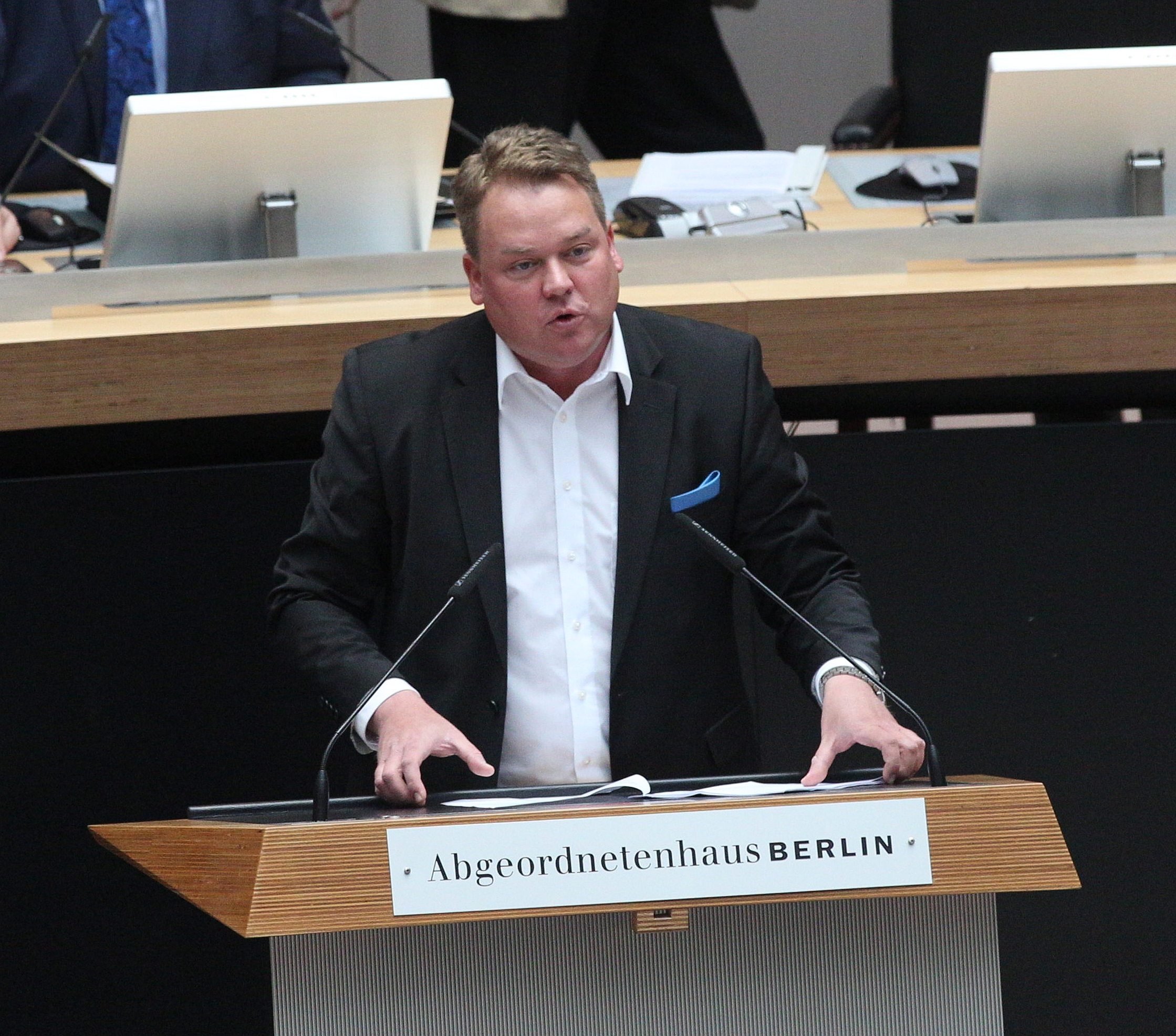
Franz Kerker (2017)

Stefan Franz Kerker  (* 29. August 1977 in Berlin) ist ein deutscher Politiker der Alternative für Deutschland (AfD).

## Leben
Franz Kerker ist als Versicherungskaufmann in Berlin tätig. Er ist Mitglied der fakultativ schlagenden Sängerschaft Borussia. Bis 2014 war Kerker Mitglied der CDU, später trat er in die Alternative für Deutschland (AfD) ein. Bei der Wahl zum Abgeordnetenhaus von Berlin 2016, wo er im Wahlkreis Mitte 5 kandidierte, zog Kerker über die Landesliste der AfD in das Abgeordnetenhaus von Berlin ein. Er war dort bildungspolitischer Sprecher der AfD-Fraktion. Dem 2021 gewählten Abgeordnetenhaus gehört er nicht mehr an.
Kerker ist Vater von drei Kindern.

## Bildungspolitische Positionen
Nach Bekanntwerden einer Schulschwänzer-Statistik forderte Kerker ein schärferes Vorgehen. In der Diskussion über Schulqualität machte sich Kerker für mehr Leistungsbereitschaft an Schulen stark.
Im Zuge der Rechtsstreitigkeiten über das Kopftuch an Berliner Schulen beteiligte sich Kerker an der Debatte über das Berliner Neutralitätsgesetz und setzte sich für dessen Fortbestand ein: „Das Kopftuch ist in erster Linie ein Bekenntnis zum politischen Islam und hat in der Schule nichts zu suchen.“
Kerker kritisierte die vom Berliner Senat finanzierte Broschüre Murat spielt Prinzessin, Alex hat zwei Mütter und Sophie heißt jetzt Ben. Kerker sprach sich für Toleranz gegenüber „homosexuellen und transsexuellen Lebensweisen“ aus, betont aber: „Die Norm ist ganz klar die auf Fortpflanzung angelegte Beziehung zwischen Mann und Frau.“
Eine Antwort des Senats auf eine Schriftliche Anfrage Kerkers vom Mai 2018 zeigte: Die Prozentzahl der Absolventen mit der Bestnote 1,0 hat sich seit 1999 um das 18fache gesteigert. Daraus folgerte Kerker: „Dies legt den Verdacht nahe, dass die Bildungsverwaltung mit einfacheren Aufgaben ihre Bilanz schönen will.“ Denn an den Universitäten zeige sich sodann, dass viele Berliner Schüler unzureichend qualifiziert sind, etwa Vorkurse in Mathe belegen müssen.
Die Pläne der Senatsverwaltung für Bildung, um mehr Lehrer zu gewinnen, bezeichnete Kerker als viel zu spät und ungenügend durchdacht. „Die Misere ist hausgemacht. Die wachsende Schülerzahl war lange absehbar. Doch wieder einmal wird erst reagiert, wenn der Notstand eingetreten ist. Wenn Berlin im Herbst nicht alle Lehrerstellen besetzen kann, ist der Rücktritt von Senatorin Scheeres fällig“, so Kerker. „Hinzu kommt: Selbst eine hundertprozentige Besetzung aller Stellen wäre nicht ausreichend. Erst bei 110 Prozent wären Verbesserungen erwartbar.“
Kerker lehnt ein generelles Handyverbot an Schulen ab und sieht die Schulen in der Verantwortung: „Natürlich sehen wir das Problem der Handynutzung in Schulen. Insbesondere im Unterricht gehören die Geräte abgeschaltet“, sagte Kerker. „Wir sind aber auch davon überzeugt, dass die Schulen diese Herausforderung individuell lösen sollten und können.“
Angesichts einer Vielzahl unbesetzter Schulleiterstellen in Berlin sagte Kerker: „Schulleiter in Berlin zu sein, ist aufgrund der Arbeitsbelastung eine undankbare Aufgabe“. Dies führe dazu, „dass viele gut Qualifizierte oft vor der Übernahme dieses Amtes zurückschrecken“. Kerker fordert, Schulleiter durch Verwaltungskräfte zu unterstützen und ein verbessertes Weiterbildungsangebot für Schulleiter, neben dem Themenbereich Verwaltung auch im Bereich ‚Leadership‘.
In der Plenardebatte um kostenloses Schulmittagessen wies Kerker darauf hin, dass niemand genau wisse, um wie viel der Bedarf an den Schulen durch die Maßnahmen steigen werde und wie sich demgemäß die Kosten gestalten werden. „Die Plätze in den Schulmensen sind bereits knapp“, erklärte er während der Debatte. Der Gesetzentwurf verzichte auf jegliche Begründung und sei aus wahltaktischen Gründung vorgelegt worden, kritisierte Kerker. Zudem mahnte Kerker, bei einem Gratis-Essen werde mehr Essen weggeworfen. Was nichts kostet, werde auch zu wenig geschätzt, gab er zu Bedenken.